# Soboš
Soboš (węg. Szobos) – wieś (obec) na Słowacji w kraju preszowskim, powiecie Svidník. Soboš położony jest w historycznym kraju Szarysz na szlaku handlowym z Węgier do Polski. Pierwsze wzmianki o wsi pochodzą z roku 1414.